# Cap Washington
Le cap Washington est un cap marquant l'extrémité sud qui sépare la baie Wood de la baie Terra Nova, en Terre Victoria.
Découvert en 1841 par James Clark Ross, il fut nommé en l'honneur du capitaine Washington[Qui ?] qui était secrétaire de la Royal Geographical Society de 1836 à 1840.